# Motionscykel

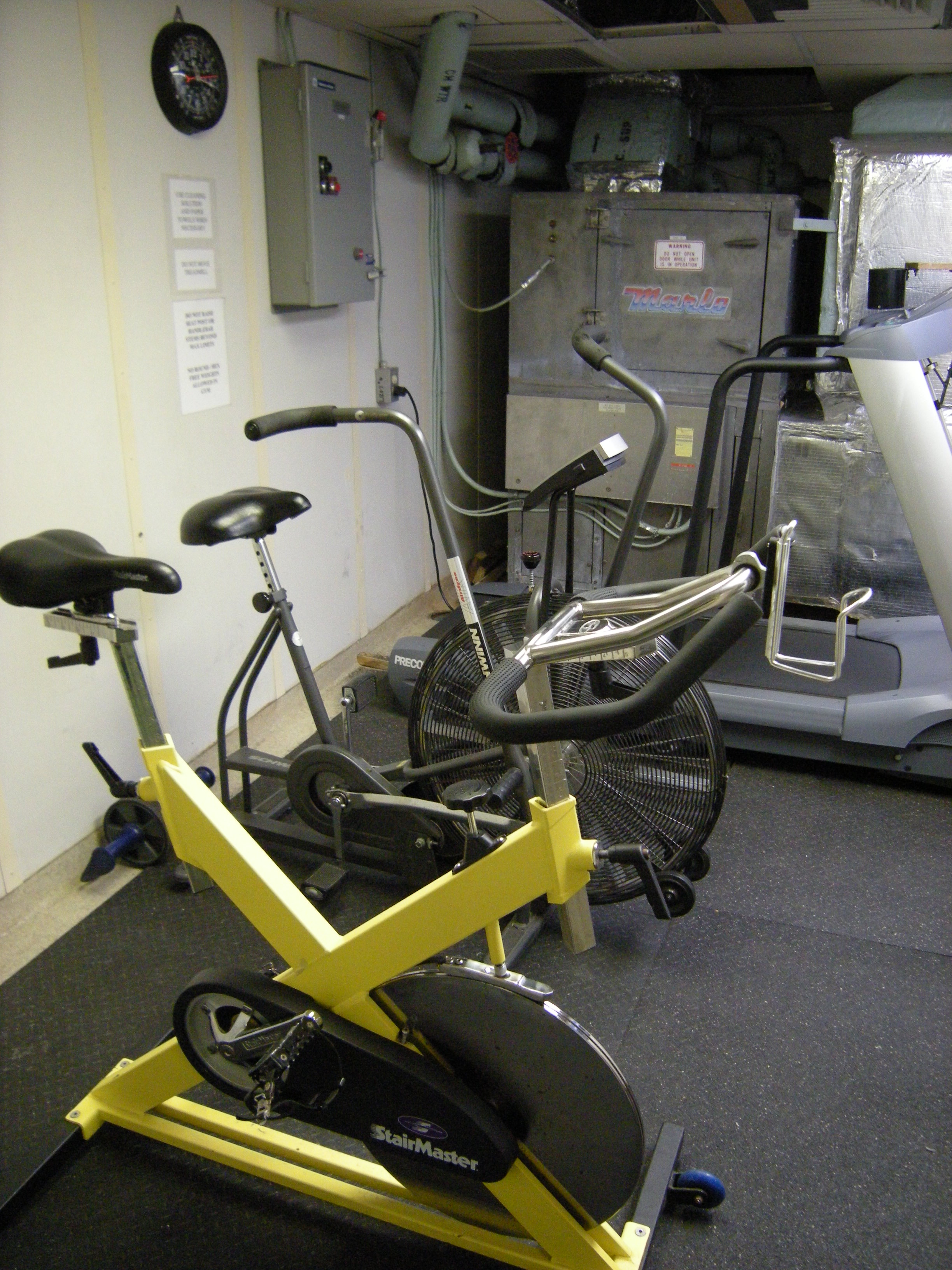
Två olika motionscyklar.

En motionscykel är ett träningsredskap som liknar en cykel. Skillnaden mot en cykel är att den energi som utvecklas genom tramprörelserna inte leder till att redskapet rör sig. Motionscyklar är oftast utrustade med ett svänghjul, som tar upp de döda punkterna i trampet och därmed ger ett jämnare motstånd. Svänghjulet belastas oftast mekaniskt med någon typ av bromskloss som genom friktion mot hjulet ger ett reglerbart motstånd, via ett reglage på eller i närheten av styret. Motståndet kan varieras efter individens önskemål.
Motionscyklar används för konditionsträning, individuellt eller i grupp som ibland kallas spinning. De är även vanliga för uppvärmning inför styrketräning på gym.
En ergometer är en motionscykel som är särskilt utrustad för att mäta fysisk prestationsförmåga.
Bland kända tillverkare av motionscyklar kan nämnas tyska Kettler och finska Tunturi. Tunturi började tillverka dem 1969 och fick patent på 1970-talet för de nya funktioner man hade utvecklat för motionscyklar.